# 船橋市立高根小学校
船橋市立高根小学校（ふなばししりつ たかねしょうがっこう）は、千葉県船橋市高根町にある公立小学校。通称は「高根小」（たかねしょう）。

## 沿革
- 1884年（明治17年） - 高根小学校開校（現在の高根駐在所付近）片岡　護朗吉により創設
- 1891年（明治24年） - 二和村・三咲村の生徒が合流する。
- 1900年（明治33年） - 学校長が現船橋市立八栄小学校に移動、八栄第一尋常小高根第二教場へと降格。
- 同年 - 二和村と三咲村の生徒が八栄第二尋常小学校(現・船橋市立三咲小学校)の設置に伴い分離独立。
- 1910年（明治43年） - 現在の校地に高根校舎完成（第2代目の校舎）
- 1937年（昭和13年） - 船橋市の設置に伴い八栄村が消滅
- 1941年（昭和16年） - 国民学校令により船橋市立八栄国民学校高根校舎となる
- 1945年（昭和20年） - 船橋市立高根国民学校名称を改称
- 1947年（昭和22年） - 船橋市立高根小学校と名称を改称

## 著名な卒業生
- 金湊仁三郎
- 岩嵜翔 - プロ野球選手[1]
- 根本美佐子 - 小説家・脚本家

## 関連書籍
- 船橋市立高根小学校創立百周年実行委員会『創立百周年記念誌たかね』（1985年1月10日）